# La Palma, Culiacán
La Palma är en ort i Mexiko.   Den ligger i kommunen Culiacán och delstaten Sinaloa, i den västra delen av landet, 1 000 km nordväst om huvudstaden Mexico City. La Palma ligger 88 meter över havet och antalet invånare är 297.
Terrängen runt La Palma är platt västerut, men österut är den kuperad. Runt La Palma är det mycket glesbefolkat, med 6 invånare per kvadratkilometer. Närmaste större samhälle är Villa de Costa Rica, 17,8 km väster om La Palma. I omgivningarna runt La Palma växer huvudsakligen savannskog.